# Георги Гарев
Георги Андреев Гарев е български революционер, деец на Вътрешната македоно-одринска революционна организация.

## Биография
Роден е в 1877 година във велешкото Башино село, тогава в Османската империя. Взима дейно участие в националноосвободителните борби на българите в Македония и влиза във ВМОРО, като в 1902 година се зачислява към легалната революционна организация и е назначен за помощник селски войвода в родното си село. Изпълнява и длъжността куриер на всички чети, които преминават през Вардара, както и на изпратени материали. В 1904 година е арестуван от османските власти и е осъден на 5 години затвор с вериги, заради организационни въпроси и убийството на сръбски шпионин. Излежава присъдата си в Куршумли хан до 1908 година, когато е амнистиран с общата амнистия. След Младотурската революция е принуден да се засели в Куманово, където също влиза в местната революционна организация и продължава революционната си дейност. След като Куманово попада в Югославия след Първата световна война, гарев е тормозен и преследван от новите сръбски власти заради пробългарската си дейност. В 1941 година е арестуван от сръбските власти, но не успяват да го убият заради бързото германско настъпление по време на Втората световна война.
На 19 април 1943 година, като жител на Куманово, подава молба за българска народна пенсия, която е одобрена и пенсията е отпусната от Министерския съвет на Царство България.